# LU4 Radio Nacional Patagonia Argentina
LU 4 Radio Nacional Patagonia Argentina o simplemente Radio Patagonia Argentina, es una radio argentina que transmite en 630 kHz por AM desde la ciudad de Comodoro Rivadavia, Provincia del Chubut. La estación es una de las ocho radios comerciales pertenecientes al Gobierno de Argentina.

## Historia

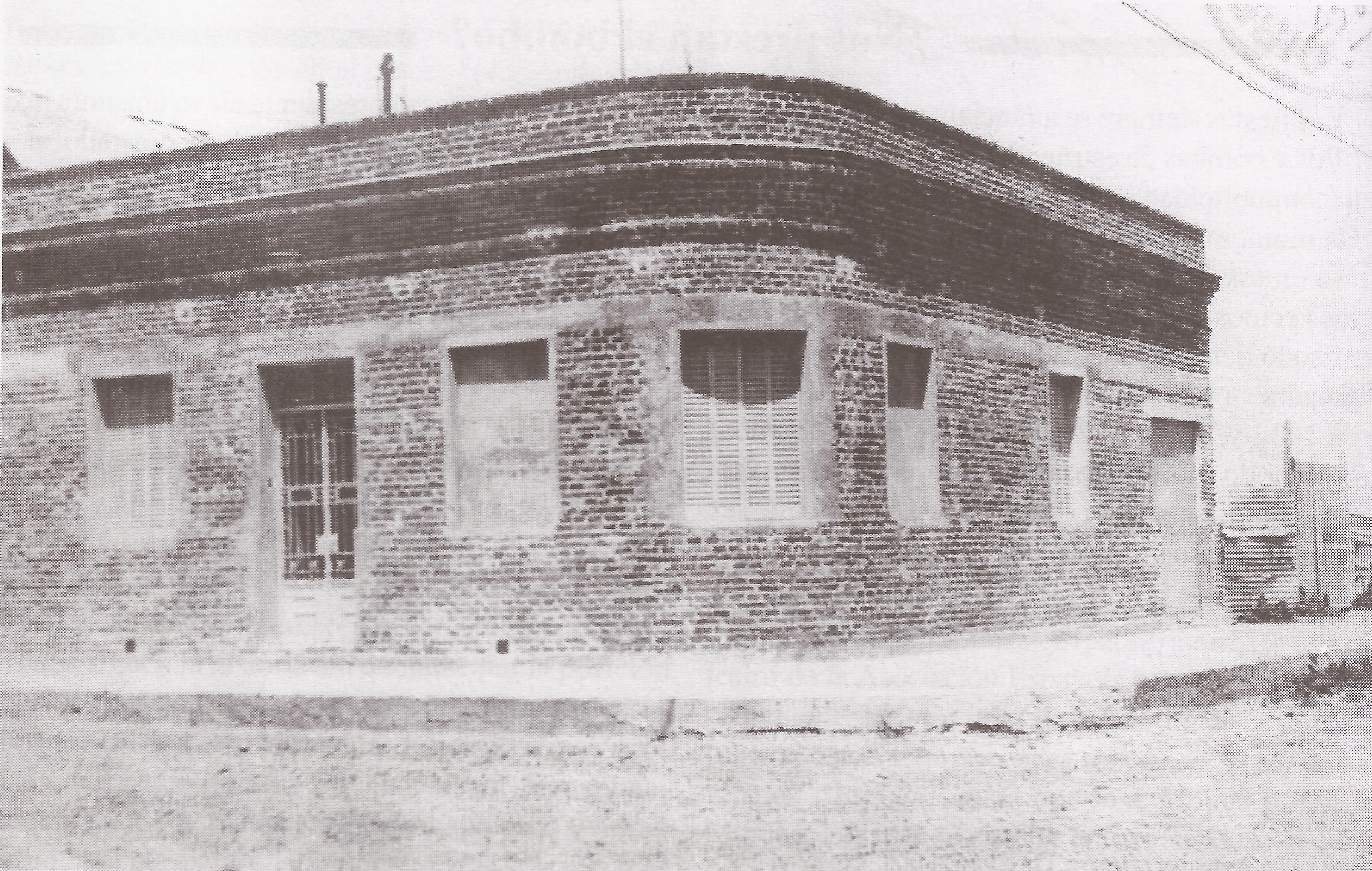
Sede de Broadcasting S.A., futura LU4.

En 1938, próxima al lugar conocido por Campamento 99, comenzó a levantarse la torre de LU 4 (utilizada hasta la actualidad). La estación radial inició sus transmisiones de forma experimental a inicios de ese año (bajo el nombre de LU 4 Radio Comodoro Rivadavia), emitiendo en 680 kHz. El día 3 de mayo de 1938 LU 4 inició sus transmisiones regulares. La ciudad, además posee otra radio de propiedad del gobierno argentino: LRA11 Radio Nacional Comodoro Rivadavia.
Ya en 1937 la radio transmitía como la Compañía Broadcasting de la Patagonia S.A. realizado pruebas. LU4 nace el mismo día que LU12 Río Gallegos en el sur de Santa Cruz, contando ambas con una potencia de 1,5 kW. En sus inicios, LU4 transmitió noticias, música, avisos de tiendas de la ciudad, realizaba grabaciones, e incluso orientaba a los pobladores durante las tormentas de nieve en invierno. Programas históricos fueron Enosis (sobre música), Entre mate y mate revivimos la tradición (iniciado en los años 1940 y transmitido durante décadas), Por los senderos de la patria (auspiciado por YPF), Como cantan los pueblos (música de los países de origen de los inmigrantes de la ciudad), radioteatros de Buenos Aires y Juan Pons (una comedia familiar transmitida entre 1958 y 1960).
El 12 de junio de 1973, en el marco de llamado a elecciones por parte del gobierno militar, por la mañana, la radio fue tomada por sus empleados y un grupo de Montoneros y denominada Radio Soberanía Nacional. En Buenos Aires otras tres radios habían sido tomadas. Los empleados fueron acompañados por representantes de la CGT, de la Juventud Peronista y vecinos.
Asume un nuevo director interino y hacia las siete de la tarde se emite un comunicado con el nuevo nombre de la radio e informando que la acción «nace de las bases junto al presidente compañero Cámpora, para asegurar el cumplimiento de los planes objetivos votados por el pueblo el 11 de marzo». Los empleados y militantes habían tomado la estación porque «las radios del Estado fueron entregadas mostrencos a voraces agentes de publicidad que se convirtieron en el transcurso del tiempo en verdaderas emisoras paralelas». La radio comienza a transmitir solamente música folklórica argentina y comunicados sobre la toma cada diez minutos.
El entonces intendente Alberto Lamberti y el secretario de Bienestar Social Aníbal Sassi. Diez días después, el 22 de junio, se designa oficialmente a nuevo interventor. La radio vuelve a su actividad normal, pero con el 75% de la música transmitida de origen argentino.

## Características
Gran parte de la programación de Radio Patagonia Argentina, constituye a producciones locales. La estación también retransmite parte de la programación de LRA1 Radio Nacional Buenos Aires (Cabecera de LRA Radio Nacional).
Su área de radiodifución es la Cuenca del Golfo San Jorge, conformada por los departamentos Escalante, Sarmiento (en el sur de la provincia del Chubut) y Deseado (en el norte de la provincia de Santa Cruz).